# 拉姆林斯堡
拉姆林斯堡是瑞士的城鎮，位於該國北部，由巴塞爾鄉村州負責管轄，面積2.24平方公里，海拔高度494米，2012年人口674，五成半人口信奉基督教，人口密度每平方公里301人。

## 外部連結
- Official website （德文）